# Campeonato mundial A de hockey patines masculino de 2001
El XXXV Campeonato mundial de hockey sobre patines masculino se celebró en San Juan, Argentina, entre el 29 de septiembre y el 7 de octubre de 2001.
En el torneo participaron las selecciones de hockey de 15 países, repartidas en la primera ronda en 4 grupos.
La final del campeonato fue disputada por las selecciones de España y Argentina. El partido concluyó con el resultado de empate a dos goles (empate a cero al descanso), y con el mismo marcador tras la prórroga. Hubo de decidirse el campeón desde el lanzamiento de penaltis. Ivan Tibau en el cuarto lanzamiento para España logró convertir el único penalti, que a la postre dio la victoria a la selección española.
La medalla de Bronce fue para la selección de Italia

## Equipos participantes
15 selecciones nacionales participaron del torneo, de los cuales 8 equipos eran de Europa, 5 eran de América y 2 de África.
| Grupo A   | Grupo B    | Grupo C      | Grupo D        |
| Argentina | España     | Portugal     | Italia         |
| Angola    | Suiza      | Francia      | Brasil         |
| Chile     | Mozambique | Alemania     | Estados Unidos |
| Uruguay   |            | Países Bajos | Inglaterra     |

## Resultados

### Grupo A
| Equipo    | Pts | PJ | PG | PE | PP | GF | GC | Dif |
| --------- | --- | -- | -- | -- | -- | -- | -- | --- |
| Argentina | 9   | 3  | 3  | 0  | 0  | 38 | 4  | +34 |
| Chile     | 6   | 3  | 2  | 0  | 1  | 12 | 15 | -3  |
| Angola    | 3   | 3  | 1  | 0  | 2  | 15 | 10 | +5  |
| Uruguay   | 0   | 3  | 0  | 0  | 3  | 2  | 38 | -36 |

| Argentina | 13:0 | Chile   |
| Angola    | 10:1 | Uruguay |
| Chile     | 2:1  | Angola  |
| Argentina | 18:0 | Uruguay |
| Chile     | 10:1 | Uruguay |
| Argentina | 7:4  | Angola  |

### Grupo B
| Equipo     | Pts | PJ | PG | PE | PP | GF | GC | Dif |
| ---------- | --- | -- | -- | -- | -- | -- | -- | --- |
| España     | 6   | 2  | 2  | 0  | 0  | 13 | 2  | +11 |
| Mozambique | 3   | 2  | 1  | 0  | 1  | 5  | 13 | -8  |
| Suiza      | 0   | 2  | 0  | 0  | 2  | 6  | 9  | -3  |

| España     | 4:2 | Suiza      |
| Mozambique | 5:4 | Suiza      |
| España     | 9:0 | Mozambique |

### Grupo C
| Equipo       | Pts | PJ | PG | PE | PP | GF | GC | Dif |
| ------------ | --- | -- | -- | -- | -- | -- | -- | --- |
| Portugal     | 9   | 3  | 3  | 0  | 0  | 32 | 0  | +32 |
| Francia      | 6   | 3  | 2  | 0  | 1  | 11 | 13 | -2  |
| Alemania     | 3   | 3  | 1  | 0  | 2  | 5  | 15 | -10 |
| Países Bajos | 0   | 3  | 0  | 0  | 3  | 3  | 23 | -20 |

| Portugal | 12:0 | Francia      |
| Alemania | 4:3  | Países Bajos |
| Francia  | 3:0  | Países Bajos |
| Portugal | 4:0  | Alemania     |
| Alemania | 1:8  | Francia      |
| Portugal | 16:0 | Países Bajos |

### Grupo D
| Equipo         | Pts | PJ | PG | PE | PP | GF | GC | Dif |
| -------------- | --- | -- | -- | -- | -- | -- | -- | --- |
| Italia         | 9   | 3  | 3  | 0  | 0  | 27 | 2  | +25 |
| Brasil         | 6   | 3  | 2  | 0  | 1  | 14 | 4  | +10 |
| Estados Unidos | 3   | 3  | 1  | 0  | 2  | 5  | 24 | -19 |
| Inglaterra     | 0   | 3  | 0  | 0  | 3  | 0  | 16 | -16 |

| Inglaterra     | 0:2  | Estados Unidos |
| Brasil         | 1:2  | Italia         |
| Estados Unidos | 2:7  | Brasil         |
| Italia         | 8:0  | Inglaterra     |
| Brasil         | 6:0  | Inglaterra     |
| Italia         | 17:1 | Estados Unidos |

## Fase final

### Puestos del 1 al 8
|  | Cuartos de final     | Cuartos de final     |                      |        | Semifinales  | Semifinales  |  |  | Final                | Final |
|  |                      |                      |                      |        |              |              |  |  |                      |       |
|  | 4 de octubre de 2001 |                      |                      |        |              |              |  |  |                      |       |
|  |                      |                      |                      |        |              |              |  |  |                      |       |
|  | Argentina            | 10                   |                      |        |              |              |  |  |                      |       |
|  | Argentina            | 10                   | 5 de octubre de 2001 |        |              |              |  |  |                      |       |
|  | Mozambique           | 1                    |                      |        |              |              |  |  |                      |       |
|  | Mozambique           | 1                    | Argentina            | 3      |              |              |  |  |                      |       |
|  | 4 de octubre de 2001 |                      | Argentina            | 3      |              |              |  |  |                      |       |
|  |                      | Portugal             | 2                    |        |              |              |  |  |                      |       |
|  | Portugal             | Portugal             | 2                    | 5      |              |              |  |  |                      |       |
|  | Portugal             |                      | 7 de octubre de 2001 | 5      |              |              |  |  |                      |       |
|  | Brasil               | 0                    |                      |        |              |              |  |  |                      |       |
|  | Brasil               | 0                    | Argentina            | 2(2)   |              |              |  |  |                      |       |
|  | 4 de octubre de 2001 |                      | Argentina            | 2(2)   |              |              |  |  |                      |       |
|  |                      | España               | 2(3)                 |        |              |              |  |  |                      |       |
|  | España               | España               | 2(3)                 | 16     |              |              |  |  |                      |       |
|  | España               | 5 de octubre de 2001 |                      | 16     |              |              |  |  |                      |       |
|  | Chile                | 0                    |                      |        |              |              |  |  |                      |       |
|  | Chile                | 0                    | España               | 3      | Tercer lugar | Tercer lugar |  |  |                      |       |
|  | 4 de octubre de 2001 |                      | España               | 3      |              |              |  |  |                      |       |
|  |                      | Italia               | 1                    |        |              |              |  |  |                      |       |
|  | Italia               | Italia               | 1                    | 2      | Portugal     | 3            |  |  |                      |       |
|  | Italia               |                      |                      | 2      | Portugal     | 3            |  |  |                      |       |
|  | Francia              | 1                    |                      | Italia | 5            |              |  |  |                      |       |
|  | Francia              | 1                    |                      |        | 5            |              |  |  |                      |       |
|  |                      |                      |                      |        |              |              |  |  | 6 de octubre de 2001 |       |
|  |                      |                      |                      |        |              |              |  |  |                      |       |

|  | Eliminatoria del 5.º al 8.º | Eliminatoria del 5.º al 8.º |      |                      | 5.º y 6.º Puesto     | 5.º y 6.º Puesto |  |
|  |                             |                             |      |                      |                      |                  |  |
|  |                             |                             |      |                      |                      |                  |  |
|  | 5 de octubre de 2001        |                             |      |                      |                      |                  |  |
|  | Mozambique                  | 0                           |      |                      |                      |                  |  |
|  | Brasil                      | 7                           |      |                      |                      |                  |  |
|  |                             |                             |      |                      |                      |                  |  |
|  |                             |                             |      |                      | 6 de octubre de 2001 |                  |  |
|  |                             |                             |      |                      | Brasil               | 4(7)             |  |
|  |                             | Francia                     | 4(6) |                      |                      |                  |  |
|  |                             |                             |      |                      |                      |                  |  |
|  |                             |                             |      |                      |                      |                  |  |
|  |                             |                             |      |                      | 7.º y 8.º Puesto     |                  |  |
|  | 5 de octubre de 2001        | 5 de octubre de 2001        |      | 6 de octubre de 2001 | 6 de octubre de 2001 |                  |  |
|  | Chile                       | 3                           |      | Mozambique           | 1                    |                  |  |
|  | Francia                     | 4                           |      |                      | Chile                | 3                |  |

### Puestos del 9 al 15
|  | Eliminatoria del 9.º al 15.º | Eliminatoria del 9.º al 15.º |                      |                | Eliminatoria del 9.º al 12.º | Eliminatoria del 9.º al 12.º |  |  | 9.º Puesto           | 9.º Puesto |
|  |                              |                              |                      |                |                              |                              |  |  |                      |            |
|  | 4 de septiembre de 2001      |                              |                      |                |                              |                              |  |  |                      |            |
|  |                              |                              |                      |                |                              |                              |  |  |                      |            |
|  | Alemania                     | 7                            |                      |                |                              |                              |  |  |                      |            |
|  | Alemania                     | 7                            | 5 de octubre de 2001 |                |                              |                              |  |  |                      |            |
|  | Inglaterra                   | 2                            |                      |                |                              |                              |  |  |                      |            |
|  | Inglaterra                   | 2                            | Alemania             | 6              |                              |                              |  |  |                      |            |
|  |                              |                              | Alemania             | 6              |                              |                              |  |  |                      |            |
|  |                              | Angola                       | 8                    |                |                              |                              |  |  |                      |            |
|  | Angola                       | Angola                       | 8                    |                |                              |                              |  |  |                      |            |
|  |                              |                              | 6 de octubre de 2001 |                |                              |                              |  |  |                      |            |
|  |                              |                              |                      |                |                              |                              |  |  |                      |            |
|  | Angola                       | 4                            |                      |                |                              |                              |  |  |                      |            |
|  | Angola                       | 4                            | 4 de octubre de 2001 |                |                              |                              |  |  |                      |            |
|  |                              | Suiza                        | 9                    |                |                              |                              |  |  |                      |            |
|  | Estados Unidos               | Suiza                        | 9                    | 2              |                              |                              |  |  |                      |            |
|  | Estados Unidos               | 5 de octubre de 2001         |                      | 2              |                              |                              |  |  |                      |            |
|  | Países Bajos                 | 0                            |                      |                |                              |                              |  |  |                      |            |
|  | Países Bajos                 | 0                            | Estados Unidos       | 1              | 11.º y 12.º                  | 11.º y 12.º                  |  |  |                      |            |
|  | 4 de octubre de 2001         |                              | Estados Unidos       | 1              | 11.º y 12.º                  | 11.º y 12.º                  |  |  |                      |            |
|  |                              | Suiza                        | 3                    |                |                              |                              |  |  |                      |            |
|  | Suiza                        | Suiza                        | 3                    | 20             | Alemania                     | 3                            |  |  |                      |            |
|  | Suiza                        |                              |                      | 20             | Alemania                     | 3                            |  |  |                      |            |
|  | Uruguay                      | 0                            |                      | Estados Unidos | 5                            |                              |  |  |                      |            |
|  | Uruguay                      | 0                            |                      |                | 5                            |                              |  |  |                      |            |
|  |                              |                              |                      |                |                              |                              |  |  | 6 de octubre de 2001 |            |
|  |                              |                              |                      |                |                              |                              |  |  |                      |            |

|  | Eliminatoria del 13.º al 15.º | Eliminatoria del 13.º al 15.º |   |         | 13.º y 14.º Puesto   | 13.º y 14.º Puesto |  |
|  |                               |                               |   |         |                      |                    |  |
|  |                               |                               |   |         |                      |                    |  |
|  | 5 de octubre de 2001          |                               |   |         |                      |                    |  |
|  | Uruguay                       | 2                             |   |         |                      |                    |  |
|  | Países Bajos                  | 4                             |   |         |                      |                    |  |
|  |                               |                               |   |         |                      |                    |  |
|  |                               |                               |   |         | 6 de octubre de 2001 |                    |  |
|  |                               |                               |   |         | Países Bajos         | 4                  |  |
|  |                               | Inglaterra                    | 2 |         |                      |                    |  |
|  |                               |                               |   |         |                      |                    |  |
|  |                               |                               |   |         |                      |                    |  |
|  |                               |                               |   |         | 15.º Puesto          |                    |  |
|  |                               |                               |   |         |                      |                    |  |
|  | Inglaterra                    |                               |   | Uruguay |                      |                    |  |
|  |                               |                               |   |         |                      |                    |  |

## Estadísticas

### Clasisficación general
| 1. España          |
| 2. Argentina       |
| 3. Italia          |
| 4. Portugal        |
| 5. Francia         |
| 6. Brasil          |
| 7. Chile           |
| 8. Mozambique      |
| 9. Suiza           |
| 10. Angola         |
| 11. Estados Unidos |
| 12. Alemania       |
| 13. Países Bajos   |
| 14. Inglaterra     |
| 15. Uruguay        |

## Premios individuales

### Mayor goleador
Gaby Cairo 13 goles

### Mejor jugador del torneo
Panchito Velzquez